# Тарасенко Віктор Сергійович
Віктор Сергійович Тарасенко (28 лютого 1943, Амурська область) —  президент Кримської Академії Наук (2004), доктор геолого-мінералогічних наук (1988), професор, голова Кримської Республиканської Асоціації «Екологія і Мир» (1992), член-кореспондент Української екологічної академії наук, заслужений діяч науки та техніки Автономної Республіки Крим (1999).

## Життєпис
Народився 28 лютого 1943 року в Амурській області РРФСР.
У 1965 році закінчив Дніпропетровський гірничий інститут.
Брав участь у геологічних експедиціях на Далекому Сході, в Якутії, Казахстані, на Алтаї, Уралі, Кавказі, в Криму та у Карпатах,  на Українському щиту (1963-1993).
Кандидат наук (1973), доктор геолого-мінералогічних наук (1988).
Науковий, провідний науковий співробітник Українського Державного Інституту мінеральних ресурсів (1973-1992, Сімферополь).
Завідувач кафедрою інженерної екології та безпеки життєдіяльности, проректор з наукової роботи Національної Академії природоохоронного і курортного будівництва (1993-2003).

## Праці
Автор понад 250 наукових та науково-популярних праць, зокрема автор і головний редактор 7 колективних монографій та збірників.
- Устойчивый Крым: Водные ресурсы / Под ред. В. С. Тарасенко. – Симферополь, «Таврида», 2003. – 413 с.[5]

## Інтерв'ю
- В Симферополе воды осталось на сто дней В Крыму принимают экстренные меры для обеспечения жителей // Общество – Коммерсантъ, 05.02.2020